# Velaines
Pour les articles homonymes, voir Velaines (homonymie).
Velaines est une commune française située dans le département de la Meuse, en région Grand Est.

## Géographie
Velaines se situe dans le département de la Meuse dans l'est de la France en région Grand-Est.

Le village est situé sur les rives du canal de la Marne au Rhin. Elle se situe entre les villes de Ligny-en-Barrois et Bar-le-Duc.

### Communes limitrophes
Le territoire de la commune est limitrophe de 5 communes.
| Tronville-en-Barrois | Nançois-sur-Ornain |               |
|                      | Velaines           | Willeroncourt |
| Nant-le-Grand        | Ligny-en-Barrois   |               |

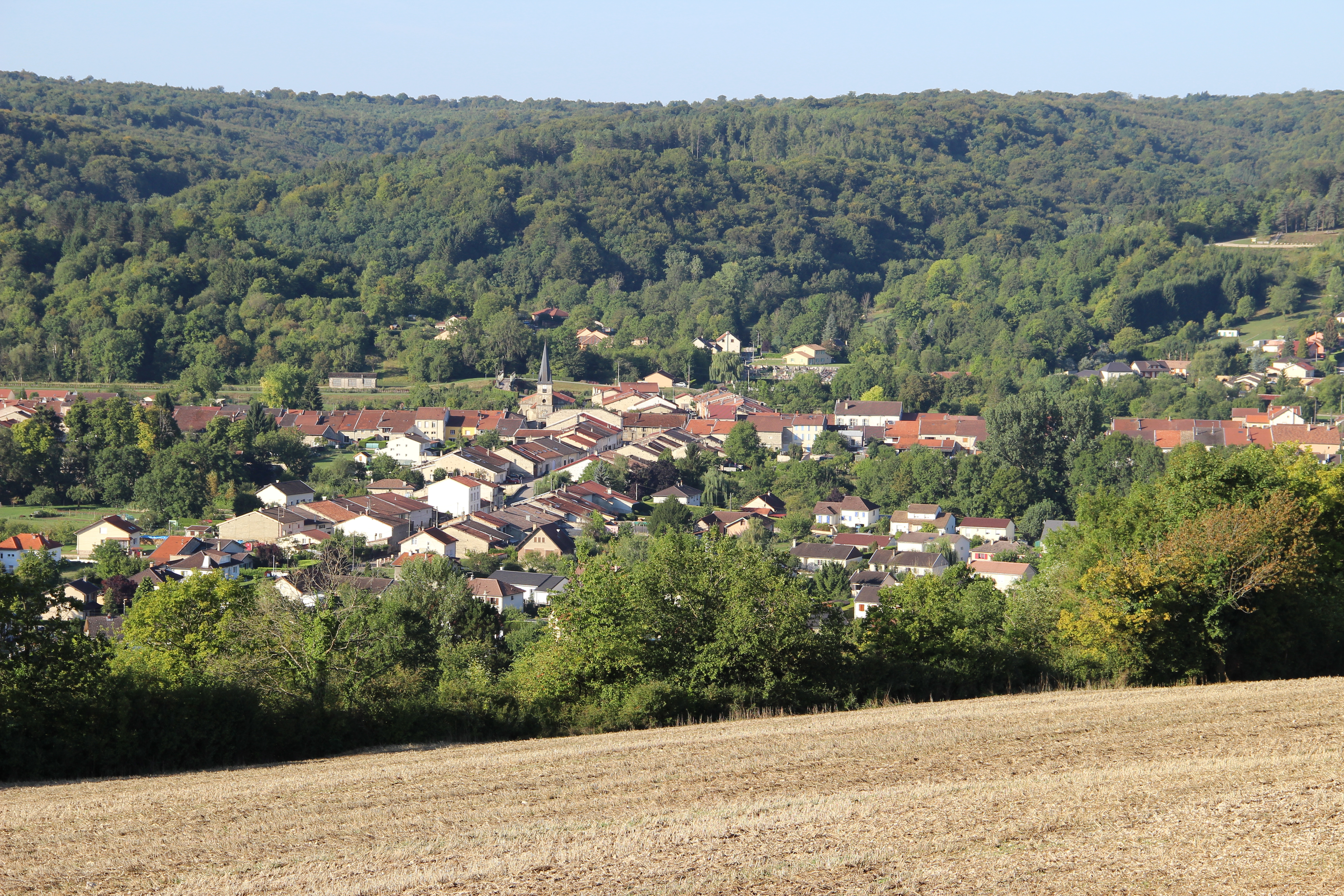
Vue d'ensemble du village.
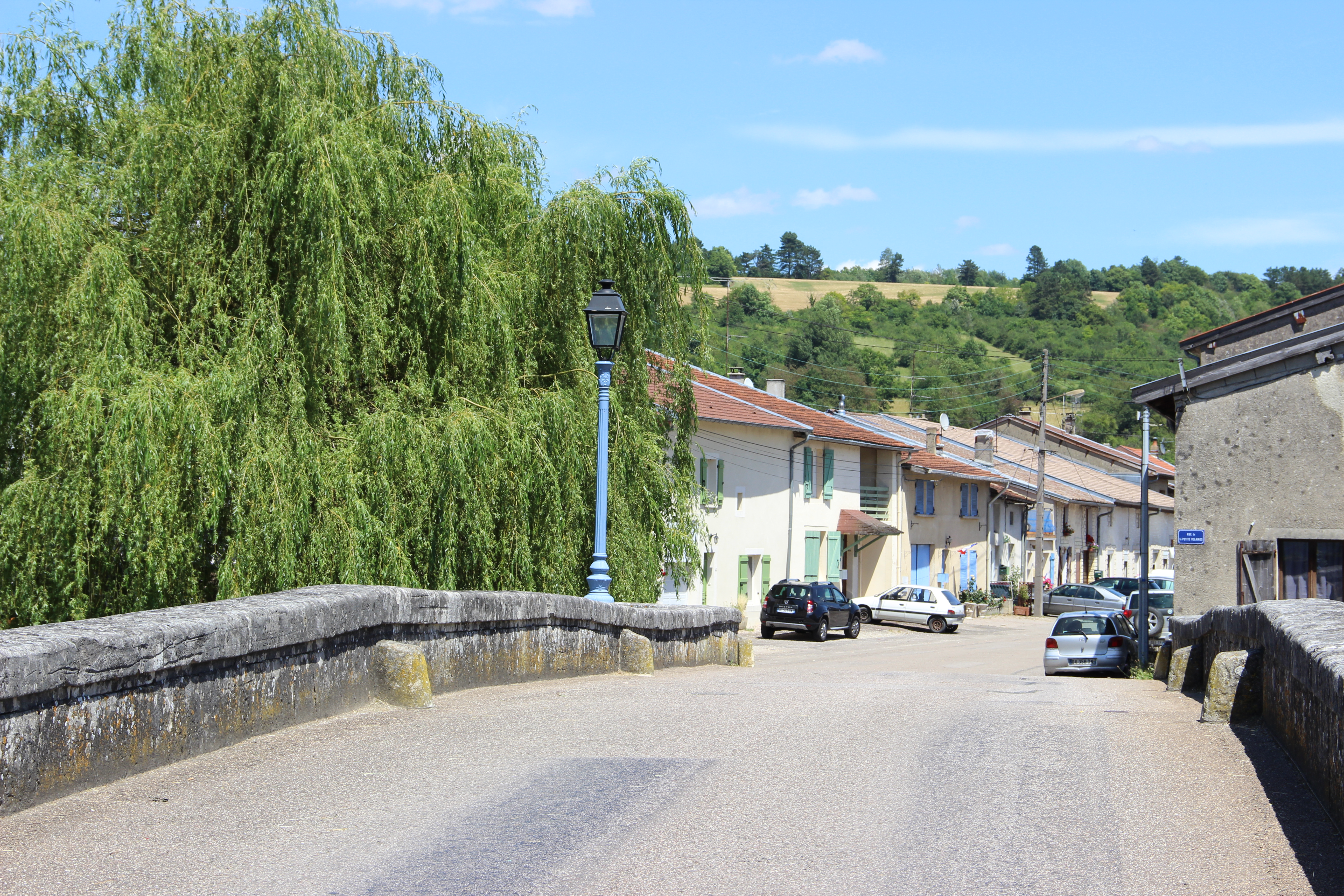
Pont sur l'Ornain et rue de la Petite Velaines.

### Hydrographie
La commune est dans la région hydrographique « la Seine de sa source au confluent de l'Oise (exclu) » au sein du bassin Seine-Normandie. Elle est drainée par le canal de la Marne au Rhin, l'Ornain, l'Abreuvoir, le ruisseau de Brabant et le Fossé 01 de Vaunéval,.
Le canal de la Marne au Rhin, long de 293 km et 178 écluses à l'origine, relie la Marne (à Vitry-le-François) au Rhin (à Strasbourg). Par le canal latéral de la Marne, il est connecté au réseau navigable de la Seine vers l'Île-de-France et la Normandie. 
L'Ornain, d'une longueur de 116 km, prend sa source dans la commune de Grand et se jette  dans la Saulx à Étrepy, après avoir traversé 36 communes. Les caractéristiques hydrologiques de l'Ornain sont données par la station hydrologique située sur la commune de Tronville-en-Barrois. Le débit moyen mensuel est de 8,09 m3/s. Le débit moyen journalier maximum est de 93,8 m3/s, atteint lors de la crue du 16 février 1990. Le débit instantané maximal est quant à lui de 101 m3/s, atteint le 15 février 1990.

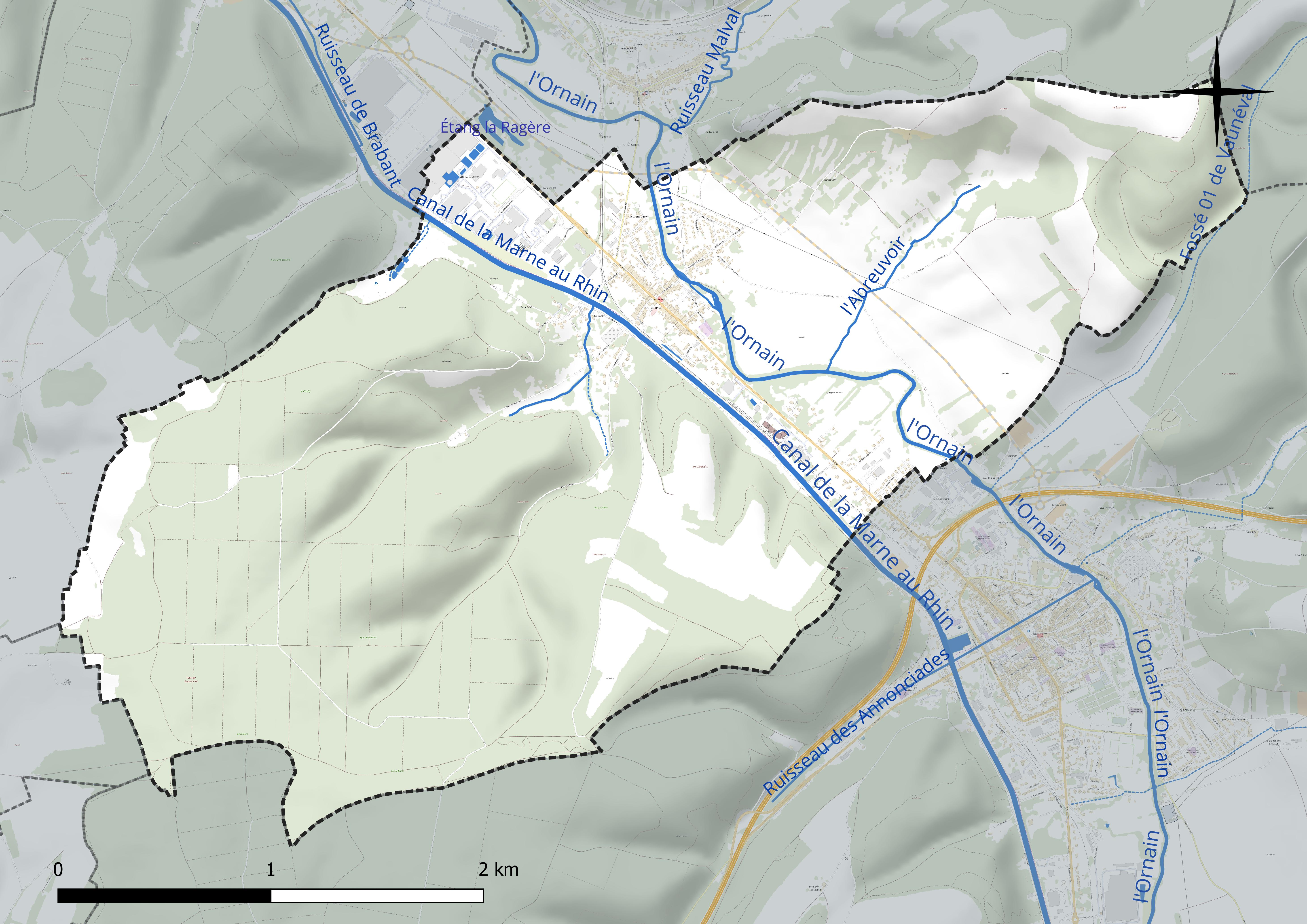
Réseau hydrographique de Velaines.

### Climat
Pour des articles plus généraux, voir Climat du Grand Est et Climat de la Meuse.
En 2010, le climat de la commune est de type climat de montagne, selon une étude du Centre national de la recherche scientifique s'appuyant sur une série de données couvrant la période 1971-2000. En 2020, Météo-France publie une typologie des climats de la France métropolitaine dans laquelle la commune est exposée à un climat océanique altéré et est dans la région climatique  Lorraine, plateau de Langres, Morvan, caractérisée par un hiver rude (1,5 °C), des vents modérés et des brouillards fréquents en automne et hiver. 
Pour la période 1971-2000, la température annuelle moyenne est de 10 °C, avec une amplitude thermique annuelle de 15,8 °C. Le cumul annuel moyen de précipitations est de 983 mm, avec 13,6 jours de précipitations en janvier et 9,6 jours en juillet. Pour la période 1991-2020, la température moyenne annuelle observée sur la station météorologique de Météo-France la plus proche, « Erneville aux Bois_sapc », sur la commune d'Erneville-aux-Bois à 9 km à vol d'oiseau, est de 9,9 °C et le cumul annuel moyen de précipitations est de 1 021,5 mm. 
La température maximale relevée sur cette station est de 39,4 °C, atteinte le 25 juillet 2019 ; la température minimale est de −24,2 °C, atteinte le 18 février 1956,,. 
Les paramètres climatiques de la commune ont été estimés pour le milieu du siècle (2041-2070) selon différents scénarios d'émission de gaz à effet de serre à partir des nouvelles projections climatiques de référence DRIAS-2020. Ils sont consultables sur un site dédié publié par Météo-France en novembre 2022.

## Urbanisme

### Typologie
Au 1er janvier 2024, Velaines est catégorisée bourg rural, selon la nouvelle grille communale de densité à sept niveaux définie par l'Insee en 2022.
Elle appartient à l'unité urbaine de Ligny-en-Barrois, une agglomération intra-départementale regroupant quatre  communes, dont elle est une commune de la banlieue,,. Par ailleurs la commune fait partie de l'aire d'attraction de Bar-le-Duc, dont elle est une commune de la couronne,. Cette aire, qui regroupe 86 communes, est catégorisée dans les aires de 50 000 à moins de 200 000 habitants,.

### Occupation des sols
L'occupation des sols de la commune, telle qu'elle ressort de la base de données européenne d’occupation biophysique des sols Corine Land Cover (CLC), est marquée par l'importance des forêts et milieux semi-naturels (58,7 % en 2018), en diminution par rapport à 1990 (60,4 %). La répartition détaillée en 2018 est la suivante : 
forêts (58,7 %), terres arables (22,1 %), zones urbanisées (7,8 %), zones agricoles hétérogènes (6,7 %), zones industrielles ou commerciales et réseaux de communication (3,5 %), prairies (1,2 %). L'évolution de l’occupation des sols de la commune et de ses infrastructures peut être observée sur les différentes représentations cartographiques du territoire : la carte de Cassini (XVIIIe siècle), la carte d'état-major (1820-1866) et les cartes ou photos aériennes de l'IGN pour la période actuelle (1950 à aujourd'hui).

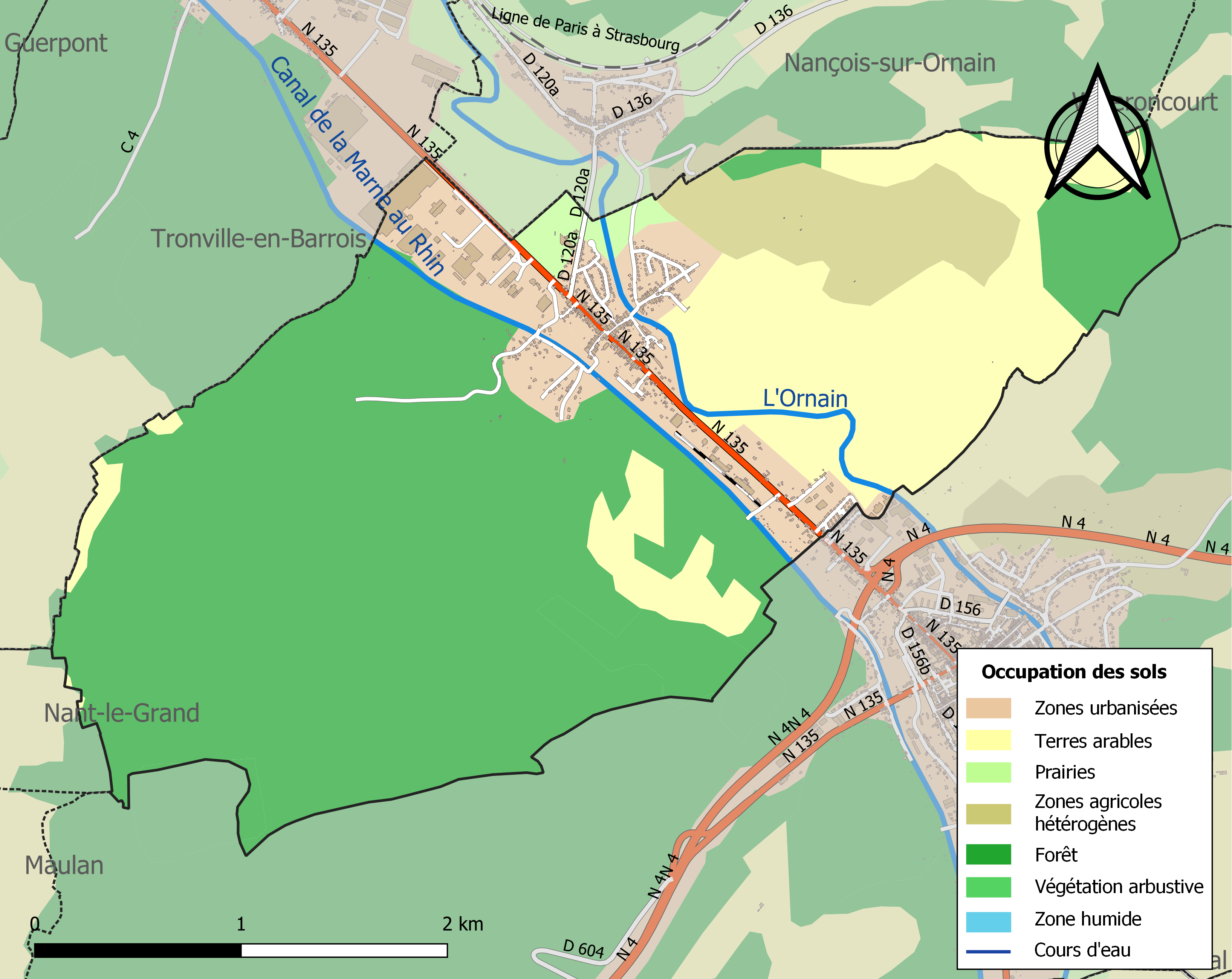
Carte des infrastructures et de l'occupation des sols de la commune en 2018 (CLC).

## Toponymie
Le nom de la localité est attesté sous les formes Villenæ (948) ; Sovelaines (1180) ; Velaines (1195) ; Ainvaux (1402) ; Ginvallis (1402) ; Velaines-la-Grande, alias Inval ; Velaines-la-Grande, olim Invale (xve siècle) ; Velleyne (1460) ; Villaynes (1547) ; Vellaines (1579) ; Velaine (1700) ; Villena (1711).

Pluriel de l'adjectif féminin bas latin villana ( terra ) : « ( terre ) tenue par un villanus, un paysan libre, domaine non noble ».

## Histoire
En 1793 le village  se nommait Velaine en Barrois.
Le village avait une gare, elle est aujourd'hui fermé.

## Politique et administration
| Période                                  | Période   | Identité          | Étiquette | Qualité |
| ---------------------------------------- | --------- | ----------------- | --------- | ------- |
| Les données manquantes sont à compléter. |           |                   |           |         |
| mars 2001                                | mars 2008 | Jean Ansmant      |           |         |
| mars 2008                                | En cours  | Jean-Claude Midon |           |         |

## Population et société

### Démographie
L'évolution du nombre d'habitants est connue à travers les recensements de la population effectués dans la commune depuis 1793. Pour les communes de moins de 10 000 habitants, une enquête de recensement portant sur toute la population est réalisée tous les cinq ans, les populations de référence des années intermédiaires étant quant à elles estimées par interpolation ou extrapolation. Pour la commune, le premier recensement exhaustif entrant dans le cadre du nouveau dispositif a été réalisé en 2006.

En 2022, la commune comptait 880 habitants, en évolution de −7,85 % par rapport à 2016 (Meuse : −4,4 %, France hors Mayotte : +2,11 %).
| 1793 | 1800 | 1806 | 1821 | 1831 | 1836 | 1841 | 1846 | 1851 |
| ---- | ---- | ---- | ---- | ---- | ---- | ---- | ---- | ---- |
| 718  | 753  | 754  | 708  | 753  | 737  | 754  | 760  | 780  |

| 1856 | 1861 | 1866 | 1872 | 1876 | 1881 | 1886 | 1891 | 1896 |
| ---- | ---- | ---- | ---- | ---- | ---- | ---- | ---- | ---- |
| 701  | 683  | 697  | 617  | 664  | 593  | 623  | 607  | 664  |

| 1901 | 1906 | 1911 | 1921 | 1926 | 1931 | 1936 | 1946 | 1954 |
| ---- | ---- | ---- | ---- | ---- | ---- | ---- | ---- | ---- |
| 709  | 763  | 750  | 704  | 744  | 651  | 631  | 618  | 619  |

| 1962 | 1968 | 1975 | 1982  | 1990  | 1999 | 2006 | 2011 | 2016 |
| ---- | ---- | ---- | ----- | ----- | ---- | ---- | ---- | ---- |
| 729  | 743  | 976  | 1 135 | 1 140 | 979  | 944  | 908  | 955  |

| 2021 | 2022 | - | - | - | - | - | - | - |
| ---- | ---- | - | - | - | - | - | - | - |
| 903  | 880  | - | - | - | - | - | - | - |

## Culture locale et patrimoine

### Lieux et monuments

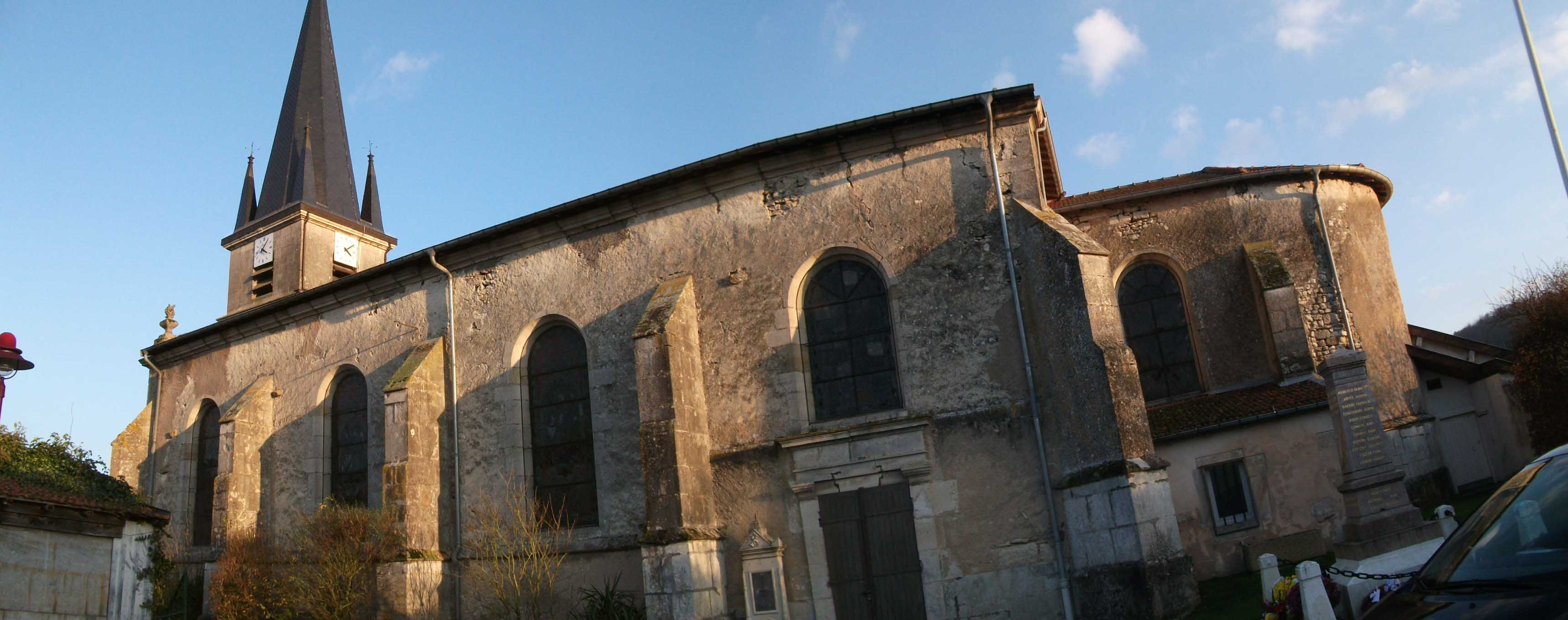
L'église et le monument aux morts.

- Eglise et monuments aux morts de Velaine
- L'ancienne gare

### Personnalités liées à la commune
- Adalbert d'Hespel (1806-1858) né à Velaines, homme politique français.

- Henri Alphonse Arnould (1890-1918), né à Velaines, sous-lieutenant aviateur mort pour la France en 1918 et enterré à Velaines, cité à l'ordre de l'armée, le 05 décembre 1918 : « pilote de chasse habile et ardent faisant toujours preuve des plus belles qualités de courage et d'entrain au cours de la dernière offensive, s'est remarquablement distingué par ses reconnaissances et ses mitraillages de troupes au ras du sol. Revenant avec un appareil criblé de balles mais donnant au commandement des renseignements très précis et sûrs »[25].
- Édouard Laurent (1896-1972), né à Velaines, mort à Nice et inhumé à Velaines. Résistant, compagnon de la Libération, général de corps d'armée, gouverneur de Lyon.

### Héraldique, logotype et devise
| Blason de Velaines | Blason  | Tiercé en pairle : - au 1 de sinople à la tête arrachée de bélier d'argent accornée et allumée d'or, - au 2 d'or, au 3 de gueules, à la paire de broyes de l'un en l'autre ; - au chevron renversé d'argent brochant sous la partition, chargé d'un chevronnel ondé d'azur, surchargé d'un fer de moulin de pourpre brochant. |
| Blason de Velaines | Détails | En traçant le « V » de Velaines, les deux branches du chevron d'argent renversé rappellent que la commune a pour origine deux paroisses : Saint Remy d'Inval (Grande Velaine) et Saint Martin (Petite Velaine). Le chevronnel ondé d'azur (bleu) suit le tracé de l'Ornain et celui du canal de la Marne au Rhin. Le champ de sinople (vert) ainsi que la tête de bélier symbolisent les prairies et l'élevage. Le champ d'or évoque les céréales et le silo important qui permet de les stocker. Les petites industries traditionnelles (moulin et huilerie actionnés par l'Ornain, pressoir...) sont illustrées par le fer de moulin de pourpre (violet). Avec le pourpre du fer de moulin, on ne peut oublier l'importance de la vigne jusqu'à la fin du XIXe siècle à Velaines. Avec la paire de broyes, on brisait jadis les tiges de chanvre, une autre culture traditionnelle. Enfin, la tête de bélier remémore une légende verbale selon laquelle les habitants de Velaines mangeaient traditionnellement des têtes de moutons, « les chignettes », à la fête du pays : la Saint Martin. Blason composé et dessiné par Robert André Louis et Daniel Da Ponte avec l'approbation du Conseil français héraldique et adopté par la commune en novembre 2004. |